# Iglesia de San Miguel (La Cuba)
La Iglesia de San Miguel es una iglesia de La Cuba.

## Descripción
De estilo barroco, su planta es de salón, con tres naves separadas por pilastras con capiteles muy decorados y un entablamento que recorre toda la nave.